# 再匯流

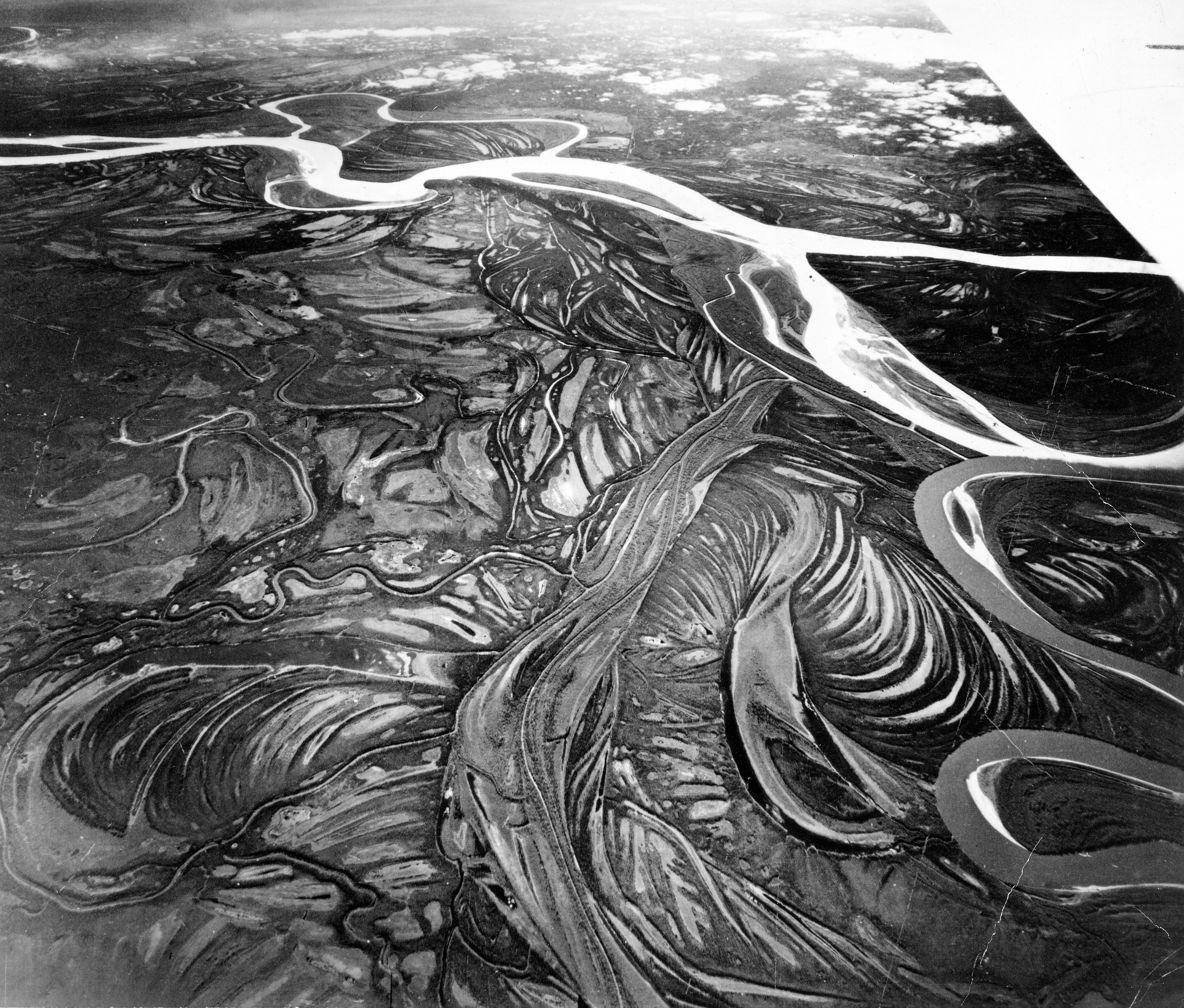
位於美國阿拉斯加州的育空河与科尤庫克河交汇处的再匯流，攝於1941年8月24日

再匯流是指从主河道或水道的幹流中分流出来，并在下游重新汇入主干流的部分。局部的再匯流可能是由水道中的小岛造成的。在较大的再匯流中，水流可以分流几公里甚至几百公里，然后才重新汇入主河道。